# Livefields
Livefields – drugi koncertowy album amerykańskiego zespołu rockowego Toto, zarejestrowany we Francji podczas trasy koncertowej „Mindfields Tour” w roku 1999 (trasa koncertowa rozpoczęła się od dwóch koncertów w warszawskiej Sali Kongresowej w dniach 23 i 24 lutego 1999 r.). Wydany został na płycie CD 16 listopada 1999 przez wytwórnię płytową Columbia Records.

## Lista utworów
| #  | Tytuł                   | Kompozytorzy                                                                         | Czas |
| -- | ----------------------- | ------------------------------------------------------------------------------------ | ---- |
| 1  | „Caught in the Balance” | Steve Lukather, David Paich, Simon Phillips, Mike Porcaro, Stan Lynch, Bobby Kimball | 6:42 |
| 2  | „Tale of a Man”         | David Paich                                                                          | 5:14 |
| 3  | „Rosanna”               | David Paich                                                                          | 6:53 |
| 4  | „[Luke Solo]”           | Steve Lukather                                                                       | 3:08 |
| 5  | „Million Miles Away”    | David Paich                                                                          | 4:54 |
| 6  | „Jake to the Bone”      | David Paich, Jeff Porcaro, Mike Porcaro, Steve Lukather                              | 7:59 |
| 7  | „[Simon Solo]”          | Simon Phillips                                                                       | 4:21 |
| 8  | „Dave’s Gone Skiing”    | Steve Lukather, Mike Porcaro, Simon Phillips                                         | 1:09 |
| 9  | „Out Of Love”           | Steve Lukather, Jean-Michel Byron                                                    | 3:00 |
| 10 | „Mama”                  | David Paich, Bobby Kimball                                                           | 2:12 |
| 11 | „You are the Flower”    | Bobby Kimball                                                                        | 1:55 |
| 12 | „The Road Goes On”      | Steve Lukather, David Paich, Glen Ballard                                            | 2:31 |
| 13 | „Better World”          | Steve Lukather, David Paich, Simon Phillips                                          | 8:09 |
| 14 | „Girl Goodbye”          | David Paich                                                                          | 6:14 |
| 15 | „[Dave Solo]”           | David Paich                                                                          | 4:48 |
| 16 | „White Sister”          | David Paich, Bobby Kimball                                                           | 6:24 |

## Skład zespołu
- Steve Lukather – gitary, instrumenty klawiszowe, śpiew, chórki
- David Paich – instrumenty klawiszowe, śpiew, chórki
- Mike Porcaro – gitara basowa
- Simon Phillips – perkusja, instrumenty perkusyjne
- Bobby Kimball – śpiew, chórki

Muzycy towarzyszący:
- John Jessel – instrumenty klawiszowe, chórki
- Tony Spinner – gitary, chórki